# Parafia Ewangelicko-Augsburska w Kutnie
Parafia Ewangelicko-Augsburska w Kutnie – ewangelicko-augsburska parafia w Kutnie, należąca do diecezji warszawskiej. Mieści się przy ulicy Sienkiewicza. W 2017 liczyła około 30 wiernych.

## Historia
Ewangelicy na terenie Kutna i okolic zamieszkiwali już w okresie II rozbioru Polski. W mieście znajdowało się 63 luteran, dzięki ogłoszonemu w 1768 patentowi gwarantującemu wolność religijną. Osadnicy ewangeliccy mieli zagwarantowany zwykle darmowy przydział drewna na budowę szkoły i domu modlitwy, a teren cmentarza i gospodarstwa dla nauczyciela zwolniony był dla nich z podatku od gruntu.
W 1797 powołano filiał w Kutnie, posiadający drewnianą kaplicę oraz plebanię z wydzieloną salą, w której prowadzono zajęcia szkolne.
W 1879 rozpoczęła się budowa murowanego kościoła, zakończona uroczystością poświęcenia obiektu 10 listopada 1880 przez generalnego superintendenta ks. Woldemara Evertha. Filiał podlegał parafii w Łowiczu, jedynie w latach 1841-1857 administrowany był przez parafię w Gostyninie. 
W 1923 zbór filialny w Kutnie liczył 800 wiernych, a nabożeństwa sprawowane były w języku niemieckim i polskim. Filiał administrował siedmioma cmentarzami. W 1929 odbyło się 10 chrztów, 8 ślubów, 15 pogrzebów, 9 osób konfirmowano, a Sakrament Ołtarza przyjęło 250. Składka kościelna była opłacona przez 240 członków zboru.
Znaczny wzrost liczby parafian nastąpił w okresie II wojny światowej, kiedy do miasta przesiedlono dużą liczbę mieszkańców Wołynia i Besarabii w ramach akcji Heim ins Reich. 
Po zakończeniu działań wojennych opiekę nad wiernymi przejął ks. Karol Messerschmidt-Buczyński, proboszcz Parafii Wniebowstąpienia Pańskiego w Warszawie. Następnie zbór był obsługiwany przez ks. Emil Dawid z parafii we Włocławku, a następnie ks. Eugeniusza Sautera z Piastowa. W latach 1967–1987 funkcję proboszcza-administratora pełnił ks. Mariusz Werner, początkowo proboszcz parafii w Zgierzu, a następnie w Łodzi. Jego następcą na stanowisku administratora parafii został ks. Marcin Undas ze Zgierza. 
30 czerwca 2001 parafia w Łowiczu straciła niezależność i została przyłączona do parafii w Kutnie jako jej zbór filialny. 
W 2006 administrację parafią objął ks. Artur Woltman z Płocka, funkcję pełnił do 2012. 
Przez kilkanaście lat parafia korzystała z gościny parafii mariawickiej pw. Przenajświętszego Sakramentu w Kadzidłowej, gdzie gromadzili się wierni z okolic Krzewaty. 

## Współczesność
Nabożeństwa w kościele ewangelickim w Kutnie sprawowane są w każdą niedzielę oraz święta. 
Do parafii przynależy także filiał w Łowiczu z kaplicą przy ul. Podrzecznej 15, gdzie nabożeństwa odbywają się w każdą niedzielę.
Parafia nie posiada własnego proboszcza, administrowana jest przez duszpasterza parafii ewangelickiej w Płocku, ks. Szymona Czembora. 
Parafia użycza gościny lokalnej wspólnocie Kościoła Starokatolickiego Mariawitów, która należy do parafii św. Mateusza Apostoła i Ewangelisty w Nowej Sobótce.